# Australoheros guarani
Australoheros guarani är en fiskart som beskrevs av Rícan och Kullander 2008. Australoheros guarani ingår i släktet Australoheros och familjen Cichlidae. Inga underarter finns listade.